# Веран Кавайонский
 Веран Кавайонский  (лат. Veranus, фр. Véran, Vrain; VI век, Воклюз, Франкское государство —  590, Кавайон, Франкское государство) — святой Римско-Католической церкви, епископ города Кавайон.

## Агиография
Веран родился в VI веке в регионе Воклюз (современная Франция). В 540 году он был рукоположён во священника, а в 568 году избран епископом города Кавайон. Его современник, святой Григорий Турский, в своём сочинении писал о многочисленных чудесах, сотворённых святым Вераном, одним из которых было изгнание дракона Кулобра. Веран в агиографических источниках описывается как благотворитель и основатель монастырей.
В Кавайоне находится кафедральный собор, освящённый в честь Верана.
День памяти в Католической Церкви — 19 октября.